# Hipposideros camerunensis
Hipposideros camerunensis är en fladdermusart som beskrevs av Martin Eisentraut 1956. Hipposideros camerunensis ingår i släktet Hipposideros och familjen rundbladnäsor. IUCN kategoriserar arten globalt som otillräckligt studerad. Inga underarter finns listade i Catalogue of Life.
Denna fladdermus är bara känd från tre mindre regioner, en i Kamerun vid havet, en i östra Kongo-Kinshasa och den tredje i västra Kenya. Arten lever i låglandet och i kulliga områden upp till 500 meter över havet. En individ hittades i en städsegrön skog och holotypen i en hålighet i ett träd.
Håren som bildar ovansidans päls är svarta med ljusgråa spetsar vad som ger ett mörkgrått utseende. Pälsen fortsätter på övre underarmen och den blir där mer brunaktig. Dessutom är huvudet mer gråbrunt. Undersidans päls är framåt gråaktig och bakåt brunaktig. På underarmens framsida förekommer likaså hår men inte lika tät som på baksidan. Hipposideros camerunensis har en svartbrun flygmembran. Hudflikarna på näsan (bladet) består liksom hos Hipposideros cyclops (jämför avbildning där) av en bredare nedre del (14,8 mm bred hos holotypen) och en mindre övre del (10,1 mm bred). Dessutom finns en utskjutande del på toppen som liknar en klubba i utseende. Kring honans könsorgan förekommer styva hår.
Arten har i överkäken per sida en framtand, en hörntand, två premolarer och tre molarer. Den första premolarer står bredvid tandraden och det finns bara en liten klaff mellan hörntanden och den andra premolaren. I underkäken förekommer två framtänder, en hörntand, två premolarer och tre molarer per sida. Framtänderna har tre knölar på toppen och den första premolaren är betydlig mindre än den andra.
Artens holotyp förvaras i Stuttgarts naturhistoriska museum.